# Candor lucis aeternae
Candor lucis aeternae (česky Záře věčného světla) je apoštolský list papeže Františka datovaný a zveřejněný 25. března 2021 u příležitosti 700. výročí smrti Danta Alighieriho.

## Obsah
Preambule
1. Slova římských papežů minulého století o Dante Alighierim
2. Život Danteho Alighieriho, paradigmatu lidského stavu
3. Poslání básníka, proroka naděje
4. Dante, pěvec lidských tužeb
5. Básník Božího milosrdenství a lidské svobody
6. Obraz člověka ve vidění Boha
7. Tři ženy z Komedie: Marie, Beatrice, Lucie
8. František, snoubenec paní Chudoby
9. Přijetí svědectví Danta Alighieriho